# Klien (Worbis)
Der Klien ist ein 408,9 m ü. NHN hoher Berg im Landkreis Eichsfeld im Nordwesten Thüringens.  

## Geographische Lage
Er erstreckt sich in Nordost-Südwest-Richtung westlich der Bundesstraße 247 unmittelbar zwischen Worbis und Breitenbach im Eichsfeld. Der Klien ist Teil der Elbe-Weser-Wasserscheide südwestlich des Ohmgebirges zwischen dem Eichsfelder Kessel im Osten und der Hügellandschaft des mittleren Eichsfeldes im Westen. Nördlich liegen die Quellen von Wipper und Hahle und der südwestliche Teil des Berges gehört zum Einzugsgebiet der Leine.

## Natur und Geologie
Der Berg besteht überwiegend aus Oberen Muschelkalk und ist Teil des Worbiser Grabens innerhalb der Ohmgebirgs-Grabenzone. Entstanden ist er zunächst durch Einsenkung der Störungszone in den Gesteinsschichten der Trias und nachfolgender Abtragung des Muschelkalk bis in die Schichten des Buntsandsteins in der Umgebung. Deutlich wird dies an einem tiefen Einschnitt entlang der neuen Trasse der B247 am Stadtrand von Worbis.
Während die steileren Abhänge überwiegend bewaldet sind, werden die flacheren Hänge landwirtschaftlich genutzt.

## Besonderheiten

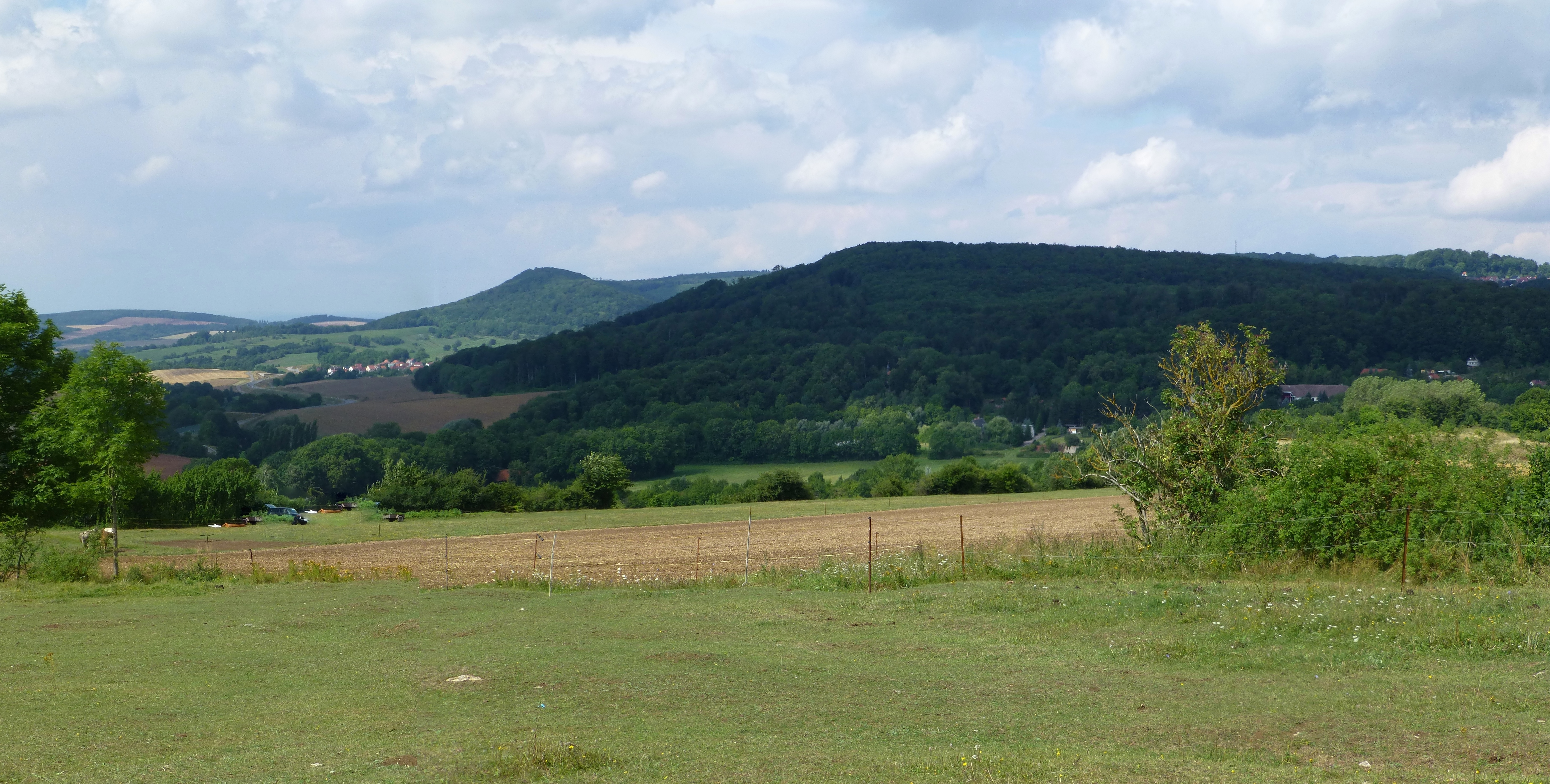
Aussicht vom Klien bei Worbis ins obere Hahletal und das Ohmgebirge

Von den umliegenden Orten führen einige Wanderwege über den Klien. Dabei ergeben sich weite Aussichten nach Norden ins obere Hahletal und das Ohmgebirge, nach Osten in den Eichsfelder Kessel und nach Süden bis zum Dün. Wanderziele sind unter anderem das Klienkreuz bei Worbis und die Klienbaude bei Breitenbach.